# Jakobsdals Charkuteri
Aktiebolaget Jakobsdals Charkuteri är ett charkuteri som ligger vid på Slakthusgatan-Waterloogatan i Göteborg, invid Göteborgs slakthus.
Firman grundades 1960 på Jakobsdalsgatan i stadsdelen Jakobsdal av bröderna Bertil, Lars och Ola Pettersson. Man är idag inne på andra generationens ägarelängd. Företaget tillverkar skinkor och korvar. 
Företaget har fått pris för sina produkter i Chark-SM, bland annat 2006 för produkten jaktwurst.